# Риддер, Десмонд
Десмонд Келли Ридер (англ. Desmond Kelly Ridder; 31 августа 1999, Луисвилл, Кентукки) — профессиональный американский футболист, квотербек клуба НФЛ «Атланта Фэлконс». На студенческом уровне играл за команду университета Цинциннати. Установил несколько рекордов университета, дважды признавался лучшим игроком нападения в конференции AAC. Участник плей-офф национального чемпионата в сезоне 2021 года. На драфте НФЛ 2022 года был выбран в третьем раунде.

## Биография
Десмонд Риддер родился 31 августа 1999 года в Луисвилле. Его матери Саре на тот момент было пятнадцать лет. Рос без отца. Учился в католической старшей школе святого Ксаверия. Два сезона был стартовым квотербеком её футбольной команды, набрав за это время 2270 ярдов с 19 тачдаунами пасом и 1583 ярда с 30 тачдаунами выносом. Включался в сборную звёзд штата, в 2017 году занимал первое место в рейтинге квотербеков в Кентукки. После окончания школы получил спортивную стипендию в университете Цинциннати.

### Любительская карьера
Первый сезон в студенческой команде Риддер провёл в статусе освобождённого игрока, не принимая участия в играх. В 2018 году он занял место стартового квотербека, сыграв в тринадцати матчах и набрав пасом 2445 ярдов с 20 тачдаунами. По итогам сезона его признали лучшим новичком в конференции AAC. В сезоне 2019 года Риддер провёл тринадцать игр с 2164 ярдами и 18 пасовыми тачдаунами. Вместе с командой он сыграл в финале турнира конференции и выиграл Бирмингем Боул, в котором был признан самым ценным игроком матча.
В 2020 году он принял участие в десяти играх, закончив сезон с 2296 пасовыми ярдами и 19 тачдаунами. «Цинциннати» стали победителями турнира AAC, а Риддер был назван самым ценным игроком финального матча. По итогам года он претендовал на награды Мэннинга, Максвелла, Джонни Юнайтаса и Дэйви О’Брайена. Его признали лучшим игроком нападения в конференции. В сезоне 2021 года Риддер сыграл в четырнадцати матчах и помог команде впервые в истории выйти в плей-офф национального чемпионата, где «Цинциннати» проиграли «Алабаме». Пасом он набрал 3334 ярда с 30 тачдаунами, второй год подряд его признали лучшим игроком нападения в AAC.
Карьеру в колледже Риддер завершил обладателем рекордов университета по общему количеству набранных ярдов и пасовых тачдаунов. Одержанные им 44 победы стали третьим результатом в истории команды. В 2021 году он занял восьмое место в голосовании, определявшем обладателя Трофея Хайсмана.

#### Статистика выступлений в чемпионате NCAA
| Сезон | Команда             | Игры | Пас | Пас  | Пас  | Пас   | Пас | Пас | Пас | Пас   | Вынос | Вынос | Вынос | Вынос |
| Сезон | Команда             | Игры | Cmp | Att  | Pct  | Yds   | Y/A | TD  | Int | Rtg   | Att   | Yds   | Avg   | TD    |
| ----- | ------------------- | ---- | --- | ---- | ---- | ----- | --- | --- | --- | ----- | ----- | ----- | ----- | ----- |
| 2017  | Цинциннати Беаркэтс | —    | —   | —    | —    | —     | —   | —   | —   | —     | —     | —     | —     | —     |
| 2018  | Цинциннати Беаркэтс | 13   | 194 | 311  | 62,4 | 2445  | 7,9 | 20  | 5   | 146,4 | 149   | 583   | 3,9   | 5     |
| 2019  | Цинциннати Беаркэтс | 13   | 179 | 325  | 55,1 | 2164  | 6,7 | 18  | 9   | 123,7 | 144   | 650   | 4,5   | 5     |
| 2020  | Цинциннати Беаркэтс | 10   | 186 | 281  | 66,2 | 2296  | 8,2 | 19  | 6   | 152,9 | 98    | 592   | 6,0   | 12    |
| 2021  | Цинциннати Беаркэтс | 14   | 251 | 387  | 64,9 | 3334  | 8,6 | 30  | 8   | 158,7 | 110   | 365   | 3,3   | 6     |
| Всего | Всего               | 50   | 810 | 1304 | 62,1 | 10239 | 7,9 | 87  | 28  | 145,8 | 501   | 2190  | 4,4   | 28    |

### Профессиональная карьера

#### Драфт
Перед драфтом НФЛ 2022 года издание Bleacher Report включало Риддера в число лучших доступных для выбора квотербеков, сравнивая его с игроком «Далласа» Даком Прескоттом. Аналитик Нейт Тайс характеризовал его как атлетичного и скоростного игрока, хорошего работающего из «конверта», но способного продлевать розыгрыши за счёт работы ногами. Плюсами назывались его умение читать действия защиты и корректировать план розыгрыша, хорошее видение поля и силу броска. Единственным минусом Тайс называл телосложение игрока, не позволяющее набрать больше мышечной массы. Аналитики издания Sports Illustrated также отмечали нестабильность Риддера, недостаточную точность его передач, особенно при бросках в правую сторону, и неуверенную игру под давлением соперника.
На драфте Риддер был выбран «Атлантой» в третьем раунде под общим 74 номером. Он стал вторым задрафтованным квотербеком после Кенни Пикетта, ставшего игроком «Питтсбурга». В клубе рассматривали его как потенциального преемника ушедшего ветерана Мэтта Райана. В июле 2022 года он подписал с клубом четырёхлетний контракт на сумму 5,36 млн долларов.

#### Атланта Фэлконс
Дебютный сезон в НФЛ Риддер начал в статусе второго квотербека команды. За четыре игры до конца регулярного чемпионата стартовый квотербек Маркус Мариота был внесён в список травмированных из-за проблем с коленом. Заменив его, Риддер привёл «Фэлконс» к двум победами при двух поражениях, набрав пасом 708 ярдов при точности передач 63,5 %. Эти четыре игры убедили тренерский штаб клуба в том, что он способен занимать место в стартовом составе в будущем. В межсезонье «Атланта» отчислила Мариоту, а на место дублёра был приглашён Тейлор Хайники.

#### Статистика выступлений в НФЛ

##### Регулярный чемпионат
| Сезон | Команда         | Игры | Пас | Пас | Пас  | Пас  | Пас | Пас | Пас | Пас  | Вынос | Вынос | Вынос | Вынос |
| Сезон | Команда         | Игры | Cmp | Att | Pct  | Yds  | Y/A | TD  | Int | Rtg  | Att   | Yds   | Avg   | TD    |
| ----- | --------------- | ---- | --- | --- | ---- | ---- | --- | --- | --- | ---- | ----- | ----- | ----- | ----- |
| 2022  | Атланта Фэлконс | 4    | 73  | 115 | 63,5 | 708  | 6,2 | 2   | 0   | 86,4 | 16    | 64    | 4,0   | 0     |
| 2023  | Атланта Фэлконс | 9    | 157 | 240 | 65,4 | 1701 | 7,1 | 6   | 6   | 84,0 | 29    | 139   | 4,8   | 3     |
| Всего | Всего           | 13   | 230 | 355 | 64,8 | 2409 | 6,8 | 8   | 6   | 84,8 | 45    | 203   | 4,5   | 3     |

* на 1 ноября 2023 года